# NGC 5744
NGC 5744 is een spiraalvormig sterrenstelsel in het sterrenbeeld Weegschaal. Het hemelobject werd in 1886 ontdekt door de Amerikaanse astronoom Ormond Stone.

## Synoniemen
- ESO 580-23
- MCG -3-38-7
- IRAS 14438-1818
- PGC 52761